# Kadenz (Instrumentalkonzert)
Als Kadenz im Instrumentalkonzert wird eine musikalische Improvisation eines Solisten, üblicherweise am Ende des Kopfsatzes eines Instrumentalkonzertes, bezeichnet. Die Kadenz gibt dem Solisten die Möglichkeit, seine Virtuosität auf dem Instrument zu entfalten. Üblicherweise enthält die Kadenz mindestens das Hauptthema, bei ausgeprägtem Themendualismus die Themen des Satzes.

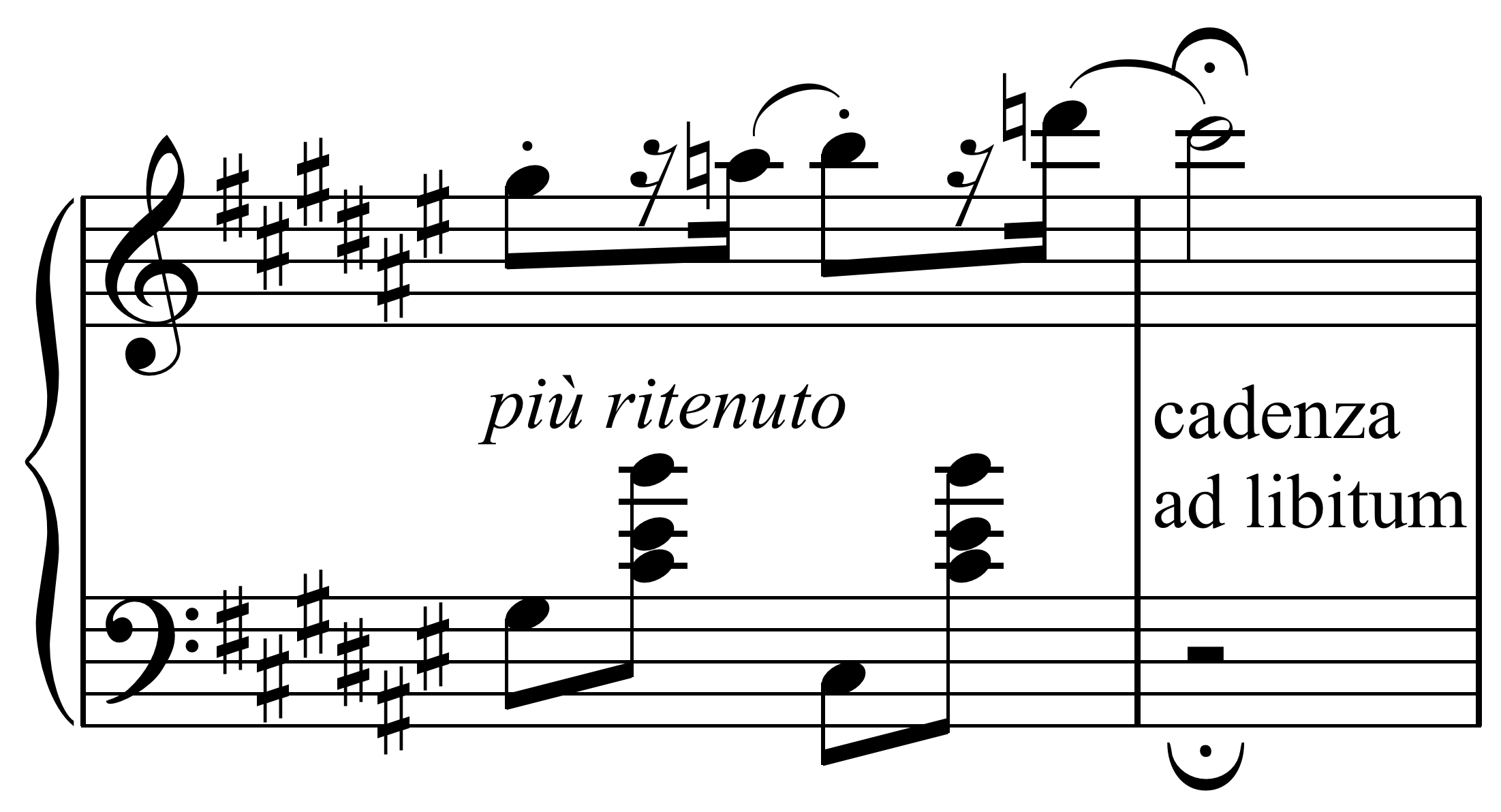
Cadenza ad libitum (Franz Liszt: Ungarische Rhapsodie Nr. 2)

In der Zeit der Wiener Klassik wurde die Kadenz üblicherweise vom begleitenden Orchester mit einem kadenzierenden Quartsextakkord (einer Dominante mit Quartsextvorhalt) eingeleitet und vom Solisten mit einem zur Tonika zurückleitenden Triller auf dem Quintton der Dominante beendet, dem Zeichen für den Dirigenten, das Orchester zur Schlusswendung einsetzen zu lassen. Durch den Triller auf dem Quintton der Dominante am Ende der Kadenz wird der Quartsextvorhalt des kadenzierenden Quartsextakkordes schließlich aufgelöst. Die Kadenz im Instrumentalkonzert und die Kadenz (Harmonielehre) sind also zur Zeit der Wiener Klassik noch nicht wie heute als zwei voneinander getrennte Begriffe zu betrachten; Die Kadenz im Instrumentalkonzert wird zu der Zeit als eine vom Solisten improvisierte Ausschmückung einer Kadenz (Harmonielehre) vor dem krönenden Orchestertutti verstanden.
Bis in die Zeit Ludwig van Beethovens hinein war die Kadenz oftmals improvisiert, d. h. der Solist zeigte nicht nur sein Können auf dem Instrument, sondern präsentierte sich auch als Improvisator. Folglich sind Partituren sowie Klavierausgaben der Konzerte aus dieser Zeit nicht mit einer bestimmten Kadenz versehen.
Einige spätere Solisten veröffentlichten die von ihnen entwickelten Kadenzen in schriftlicher Form. Diese Kadenzen sind getrennt vom Konzert käuflich. So haben z. B. Edwin Fischer und Fazıl Say einige Kadenzen zu den Klavierkonzerten Beethovens und Andor Foldes solche zu den Klavierkonzerten Mozarts verfasst.
Während Mozart für die wenigsten seiner Klavierkonzerte Kadenzen niederschrieb, komponierte Beethoven bereits für alle fünf Klavierkonzerte mindestens eine Kadenz. Für sein 4. Klavierkonzert stellt er zwei Kadenzen zur Auswahl.
In der Epoche der Romantik gingen die Komponisten immer häufiger dazu über, die Kadenzen ihrer Konzerte mitzukomponieren. Sie sind dann in Partituren und Klavierausgaben notiert und werden dementsprechend jeweils gleichlautend gespielt.
Die Komposition einer eigenen Kadenz stellt im Hinblick auf das jeweilige zugrunde liegende Werk eine besondere Herausforderung dar: Die Kadenz sollte den Charakter des Werks respektieren. Beispielsweise wirkt in einem typischen Konzert der Wiener Klassik eine an die romantische Musik angelehnte Kadenz kaum passend. Dass solche Regeln aber nicht immer eingehalten werden, zeigte Ludwig van Beethoven selbst: Für sein 2. Klavierkonzert in B-Dur op. 19 (das er vor dem ersten in C-Dur op. 15 komponierte) schrieb er eine dem „mittleren Stil“  verpflichtete Kadenz, die ganz bewusst einen stilistischen Bruch zum übrigen Konzert darstellt und gerade dadurch eine Spannung aufbaut.